# Regina-Coeli-Gefängnis
Das Regina-Coeli-Gefängnis (italienisch Casa circondariale di Roma Regina Coeli) ist das zentrale und bekannteste Gefängnis der italienischen Hauptstadt Rom. Es befindet sich in der Via della Lungara 29 im Stadtteil Trastevere.

## Geschichte

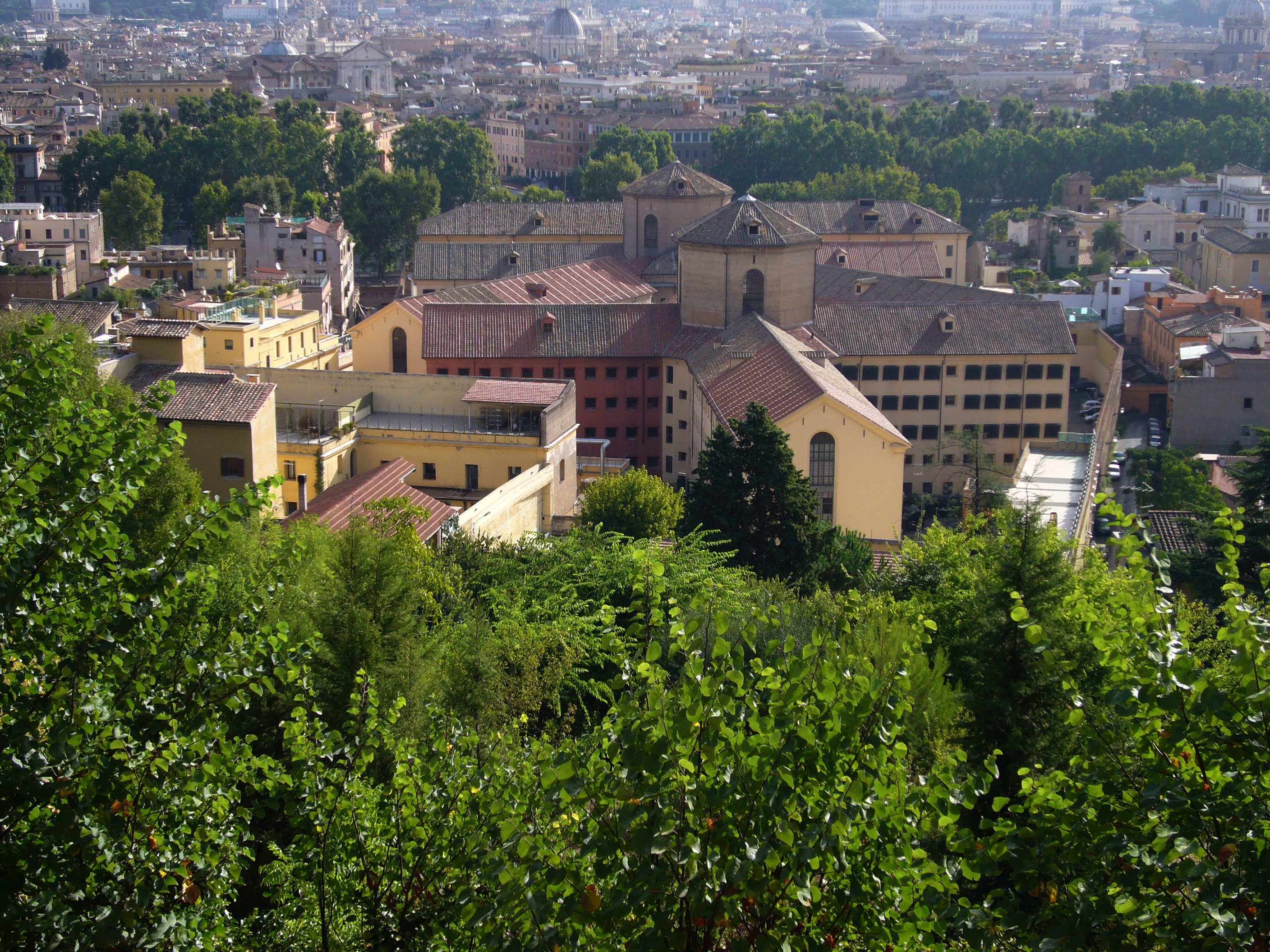
Außenansicht vom Gianicolo aus

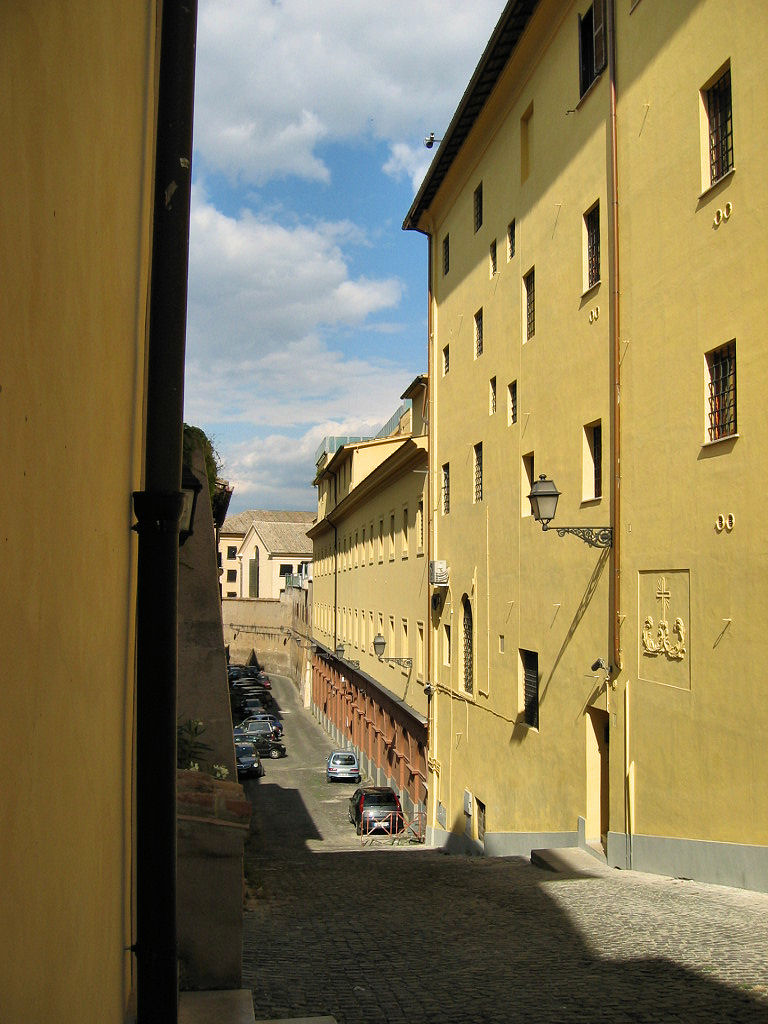
Das Regina-Coeli-Gefängnis

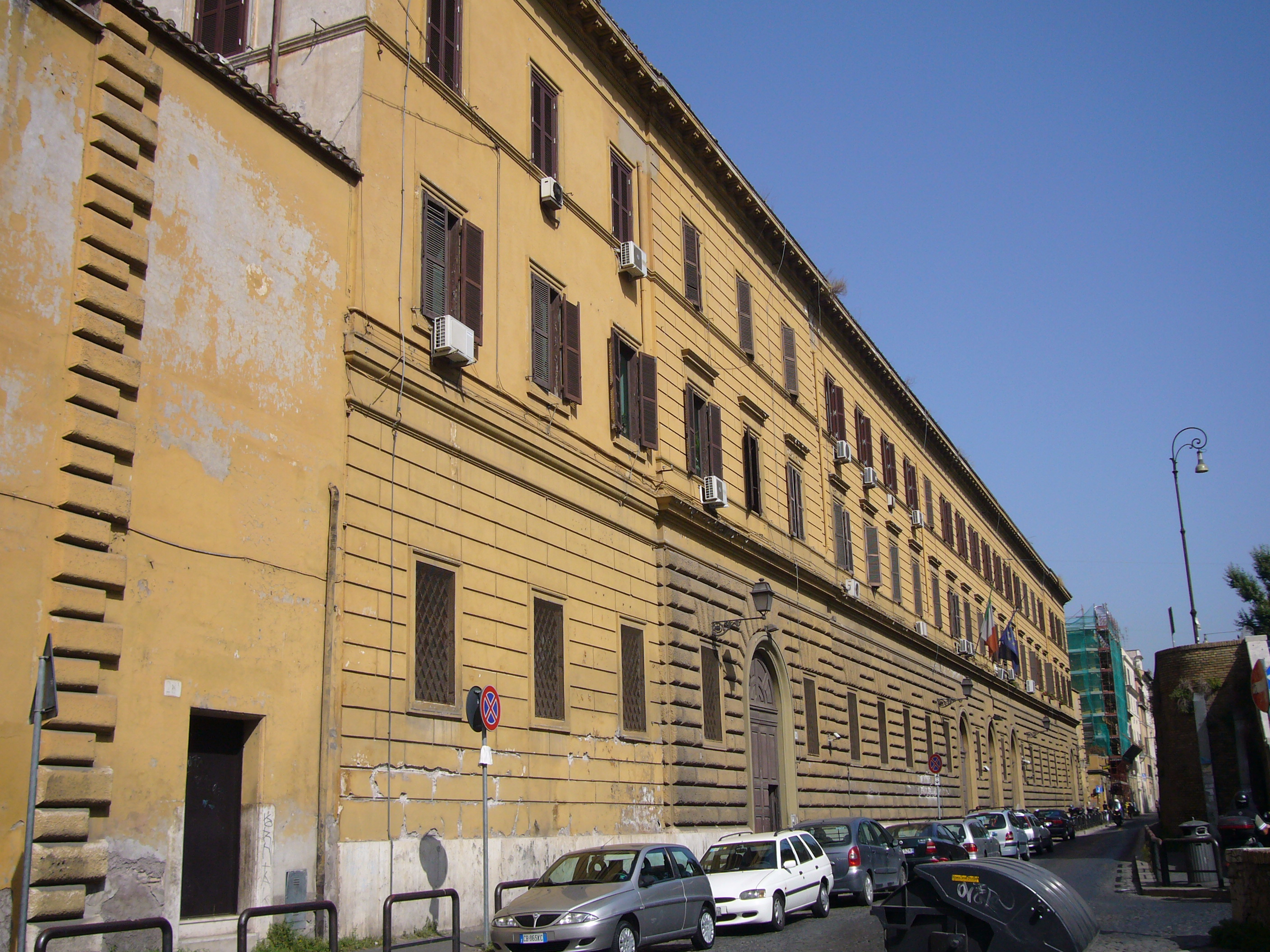
Außenansicht

Das rund einen Kilometer südöstlich des Petersdoms zwischen dem Tiber und dem Gianicolo-Hügel gelegene Gefängnis entstand zwischen 1643 und 1654 unter Urban VIII. und Innozenz X. als Konvent für die Unbeschuhten Karmelitinnen. Der Name bezieht sich auf den Marientitel Regina coeli („Königin des Himmels“). 1810 konfiszierten napoleonische Truppen den Konvent, 1814 konnten die Karmelitinnen wieder zurückkehren. Ab 1873 baute der italienische Staat den Konvent zu einem Gefängnis um, das offiziell 1881 in Dienst gestellt wurde und auch eine Schule für angehende Gefängniswärter beherbergte. Die Um- und Ausbauarbeiten unter Carlo Morgini zogen sich jedoch noch bis zum Jahr 1900 hin, wobei der benachbarte Konvent Santa Maria della Visitazione integriert und zu dem Le Mantellate genannten Frauengefängnis umgebaut wurde. 1902 gründete Salvatore Ottolenghi im Regina-Coeli-Gefängnis die erste kriminaltechnische Schule Italiens, aus der die noch heute bestehende Scuola superiore di polizia hervorging. Während des Faschismus wurden in Regina Coeli etliche Oppositionelle inhaftiert. Nach der deutschen Besetzung Roms im September 1943 verhafteten die Nazis Hunderte von römischen Juden, die in Regina Coeli gefangen gehalten wurden. Bereits zu jener Zeit plante man die Auflösung des nicht mehr zeitgemäßen Gefängnisses, das im weiteren Verlauf zum Teil modernisiert wurde. 1972 eröffnete man im Stadtteil Rebibbia ein modernes Gefängnis, konnte jedoch auf die Kapazitäten von Regina Coeli bis heute nicht verzichten.

## Belegung
Es hat eine Gesamtkapazität von 750 Haftplätzen. Im Jahr 2013 betrug die durchschnittliche Belegung 1050 Inhaftierte und lag damit deutlich oberhalb der regulären Häftlingskapazität. Dies entspricht der landesweiten Lage. Wiederholte Proteste von Inhaftierten und auch Politikern sowie Rügen der EU haben die italienische Regierung 2013 dazu bewogen, die Häftlingskapazität des Landes auszubauen.

## Sonstiges

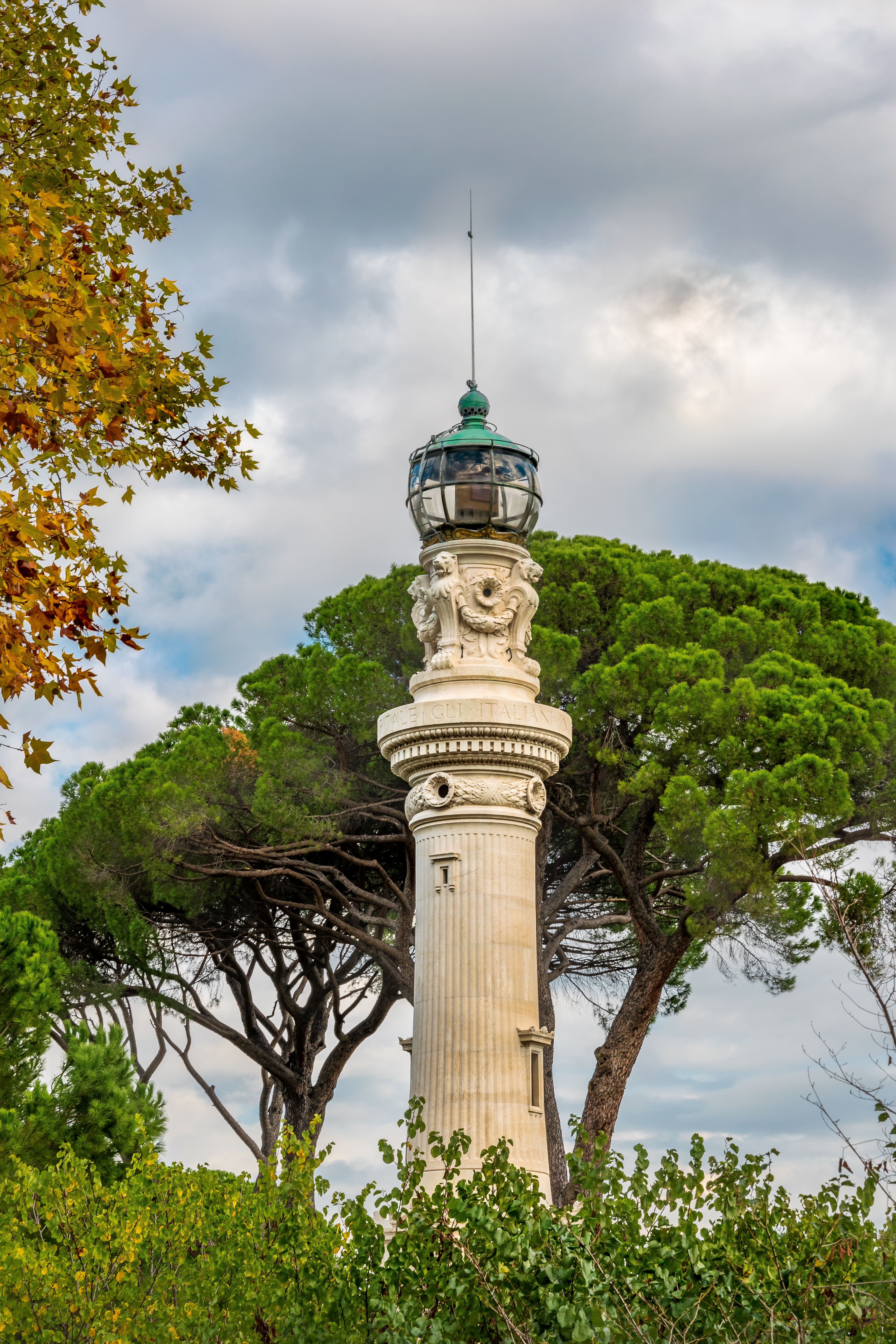
Der Leuchtturm Faro del Gianicolo auf dem Gianicolo-Hügel

- In den letzten Jahrzehnten besuchten mehrere Päpste das Gefängnis Regina Coeli. Aufsehen erregte der erste Besuch von Johannes XXIII. am 26. Dezember 1958, der damit eine neue Tradition begründete. Paul VI. besuchte die Inhaftierten im Jahr 1964, Johannes Paul II. folgte im Jahr 2000 und Benedikt XVI. 2011.
- Der Gianicolo-Hügel, an dessen Fuß das Gefängnis liegt, bietet wegen der geringen Entfernung zu einigen Zellen die Möglichkeit, außerhalb der Besuchszeiten per Zuruf einen Kontakt zwischen Inhaftierten und Angehörigen herzustellen. Lange Zeit wurde diese Praxis von den Justizvollzugsbeamten toleriert und kam deswegen einer Touristenattraktion gleich. Oft boten sich Männer mit entsprechender Stimme gegen Bezahlung für die Zurufe an. Über eine besonders günstig gelegene Zelle wurden die Mitteilungen dann auch an andere Insassen weitergeleitet.
- Bis vor einigen Jahren war es den Gefängnisinsassen aber auch möglich gewesen, mit ihren Angehörigen eine lautlose Verbindung aufzunehmen. Der Kontakt wurde durch Lichtsignale aus dem Leuchtturm Faro del Gianicolo hergestellt, der sich in Sichtweite zum Gefängnis auf dem Gianicolo-Hügel befindet.[2]

## Prominente Inhaftierte
- Antonio Gramsci, Schriftsteller und Mitbegründer der KPI
- Leone Ginzburg, Schriftsteller und Antifaschist
- Gaetano Salvemini, Historiker und Antifaschist
- Sandro Pertini, Sozialist und Staatspräsident
- Giuseppe Saragat, Sozialdemokrat und Staatspräsident
- Alcide De Gasperi, Christdemokrat und Ministerpräsident
- Cesare Pavese, Schriftsteller und Antifaschist
- Luchino Visconti, Regisseur
- Hermine Speier, deutsche Archäologin
- Ernesto Rossi, Mitverfasser des Manifests von Ventotene
- Giuseppe Bottai, faschistischer Politiker, stimmte im Juli 1943 für die Absetzung Mussolinis
- Achille Starace, faschistischer Politiker
- Herbert Kappler, SS-Offizier, organisierte das Massaker in den Ardeatinischen Höhlen
- Francesco Schettino, Kapitän des verunglückten Kreuzfahrtschiffes Costa Concordia